# Gyula
Gyula er en by i det sydøstlige Ungarn med 27.834(2024) indbyggere. Byen ligger i provinsen Békés, tæt ved grænsen til nabolandet Rumænien ved floden Fehér-Korös.

## Personer fra Gyula
- Albrecht Dürer den ældre († 1502)
- Ferenc Erkel, komponist († 1893)
- László Krasznahorkai (1954-), forfatter